# フリーダム・レコード
フリーダム・レコード（Freedom Records）は、シェル・サフラン (Shel Safran)が率いるジャズ・レコード・レーベルで、ブラック・ライオン・レコードの一部門としてアラン・ベイツによって設立された。
個々のレコーディングは、1975年にアリスタ/フリーダムと名付けられたインプリントとなり、アリスタ・レコードに買収される前の1970年代初頭には、ポリドール・レコードとトランスアトランティック・レコードを通じて配給されていた。

## ディスコグラフィ
- 1000: アルバート・アイラー & ドン・チェリー : Vibrations ※『ゴースト (Ghosts)』の再発
- 1001: マリオン・ブラウン : 『ポルト・ノーヴォ』 - Porto Novo
- 1002: チャールズ・トリヴァー : Paper Man[4] ※『チャールス・トリバー・オールスターズ (Charles Tolliver And His All Stars)』の再発
- 1003: ガトー・バルビエリ & ダラー・ブランド : 『コンフルーエンス』 - Confluence ※『ハンバ・カール! (Hamba Khale!)』の再発
- 1004: ランディ・ウェストン : 『カーニバル』 - Carnival
- 1005: セシル・テイラー : 『サイレント・タン』 - Silent Tongues
- 1006: ラズウェル・ラッド : 『フレキシブル・フライヤー』 - Flexible Flyer
- 1007: アンドリュー・ヒル : 『スパイラル』 - Spiral
- 1008: オリヴァー・レイク : 『ヘヴィー・スピリッツ』 - Heavy Spirits
- 1009: スタンリー・カウエル : 『ブリリアント・サークルズ』 - Brilliant Circles
- 1010: ローランド・ハナ : 『ペルージア〜ライヴ・アット・モントルー'74』 - Perugia
- 1011: デューイ・レッドマン : 『黒い星を探せ』 - Look for the Black Star
- 1012: ジュリアス・ヘンフィル : 『ザ・ハード・ブルース』 - Coon Bid'ness
- 1013: マル・ウォルドロン : 『ブルース・フォー・レディ・デイ』 - Blues for Lady Day
- 1014: ランディ・ウェストン : 『ブルース・トゥ・アフリカ』 - Blues to Africa
- 1015: フランク・ロウ : 『フレッシュ』 - Fresh
- 1016: アーチー・シェップ : 『トランペット・イン・マイ・ソウル』 - There's a Trumpet in My Soul
- 1017: チャールズ・トリヴァー : 『ザ・リンガー』 - The Ringer
- 1018: アルバート・アイラー : 『ウィッチズ&デヴィルズ』 - Witches & Devils ※『スピリッツ (Spirits)』の再発
- 1019: ニューヨーク・メアリー : New York Mary
- 1020: ハンプトン・ホーズ : Live at the Montmartre ※『ジス・ガイズ〜ライブ・アット・ザ・カフェ・モンマルトル (This Guy's In Love With You)』の再発
- 1021: テッド・カーソン : 『ドルフィーに捧げる涙』 - Tears for Dolphy
- 1022: ヒューマン・アーツ・アンサンブル : 『アンダー・ザ・サン』 - Under the Sun
- 1023: アンドリュー・ヒル : 『ライヴ・アット・モントルー』 - Live At Montreux
- 1024: オリヴァー・レイク : 『NTU:創造の起点』 - NTU: Point From Which Creation Begins
- 1025: ジョン・ペイン & ルイス・レヴィン : Bedtime Stories
- 1026: ランディ・ウェストン : Berkshire Blues
- 1027: アーチー・シェップ : 『モントルー・ワン』 - Montreux One
- 1028: ジュリアス・ヘンフィル : 『ドゴンA.D.』 - Dogon A.D.
- 1029: ラズウェル・ラッド : 『インサイド・ジョブ』 - Inside Job
- 1030: テッド・カーソン : 『フリップ・トップ』 - Flip Top
- 1031: ヤン・ガルバレク : 『エソテリック・サークル』 - Esoteric Circle
- 1032: スタンリー・カウエル : 『ブルース・フォー・ザ・ヴェトコン』 - Blues for the Viet Cong
- 1033: ステファン・グラッペリ : 『ステファン・グラッペリ・ミーツ・ザ・リズム・セクション』 - Parisian Thoroughfare
- 1034: アーチー・シェップ : 『モントルー・ツー』 - Montreux Two
- 1035: ニューヨーク・メアリー : Piece of the Apple
- 1036: ジョン・ペイン & ルイス・レヴィン : Razor's Edge
- 1037: リチャード・タイテルバウム & アンソニー・ブラクストン : 『タイム・ゾーン』 - Time Zones
- 1038: セシル・テイラー : 『インデント』 - Indent
- 1039: ヒューマン・アーツ・アンサンブル : Whisper Of Dharma
- 1040: ミロスラフ・ヴィトウス : 『ミロスラフ』 - Miroslav
- 1041: ドゥドゥ・プクワナ : 『ダイヤモンド・エクスプレス』 - Diamond Express
- 1042: マル・ウォルドロン : 『シグナルス』 - Signals
- 1043: ハンプトン・ホーズ : 『ラウンド・ミッドナイト〜ライブ・アット・カフェ・モンマルトル』 - A Little Copenhagen Night Music
- 1900: オーネット・コールマン : The Great London Concert ※『クロイドン・コンサート (An Evening With Ornette Coleman)』の再発
- 1901: ポール・ブレイ : Copenhagen And Haarlem
- 1902: アンソニー・ブラクストン : The Complete Braxton 1971
- 1903: アート・アンサンブル・オブ・シカゴ : Paris Session ※『ザ・スピリチュアル (The Spiritual)』『ツタンカーメン (Tutankhamun)』を一緒にして再発
- 1904: マリオン・ブラウン : Duets
- 1905: セシル・テイラー : 『ネフェルティティ〜ザ・ビューティフル・ワン・ハズ・カム』 - Nefertiti, the Beautiful One Has Come
- 1906: デイヴ・バレル : 『ハイ・ワン & ハイ・ツー』 - High Won-High Two

## 参照
- レコード会社一覧